# Leones Vegetarianos Fútbol Club
El Leones Vegetarianos Fútbol Club és un club de futbol de la ciutat de Malabo, Guinea Equatorial.
Va ser fundat com a Vegetarianos CF el 2001 per l'espanyol Juan Manuel Rojas, un vegetarià de Granada que va arribar a Guinea Equatorial el 2001.
El 2010, Ateba Mangue, director financer d'una aerolínia local, es va fer càrrec del club i va proposar canviar el nom del club per l'actual, que malgrat l'oposició inicial dels jugadors, finalment va ser acceptat.

## Palmarès
- Lliga equatoguineana de futbol:[5]
  - 2017, 2018

- Copa equatoguineana de futbol:[6]
  - 2014